# Surayud Chulanont
Surayud Chulanont (ur. 28 sierpnia 1943 w Phetchaburi), premier Tajlandii od 1 października 2006 do 28 stycznia 2008, szef rządu tymczasowego, były dowódca armii, członek królewskiej Rady Prywatnej. Wyznaczony na stanowisko premiera przez gen. Sonthi Boonyaratkalina, przywódcę junty wojskowej, która obaliła rząd premiera Thaksina Shinawatry we wrześniu 2006.

## Edukacja
Surayud pochodzi z rodziny o długiej tradycji wojskowej. W wojsku karierę zrobił jego dziad i ojciec. Ten ostatni jednak zdezerterował i został przywódcą Komunistycznej Partii Tajlandii.
Surayud odebrał solidne wojskowe wykształcenie, ukończył dwanaście klas w Królewskiej Akademii Wojskowej.

## Kariera wojskowa
Początkowo Surayud służył w armii w oddziałach lekkiej artylerii. Przeprowadzał operacje przeciw partii komunistycznej, której jednym z przywódców był jego ojciec. Od 1972 do 1978 był instruktorem w szkole wojskowej. W tym czasie był bliskim doradcą generała Prema Tinsulanondy, dowódcy armii i późniejszego premiera. W 1992 został szefem Dowództwa Operacji Specjalnych.
W 1998 Surayud został mianowany dowódcą armii. W tym czasie przeprowadził udaną akcję deportacji birmańskich uchodźców do Birmy, a wojska Tajlandii wzięły udział w misji ONZ w Timorze Wschodnim. W marcu 2002 Surayud przeprowadził jedną z największych operacji początku XX wieku, w której tajskie wojsko przekroczyło granicę z Birmą w celu zniszczenia wytwórni narkotyków. W 2003 został naczelnym dowódcą sił zbrojnych Tajlandii, ale w tym samym roku przeszedł w stan spoczynku.

## Kariera cywilna
Po opuszczeniu szeregów i przejściu na wojskową emeryturę, Surayud 14 listopada 2003 został mianowany przez króla Bhumibola Adulyadeja członkiem Tajnej Rady. Odegrał też w tym czasie kluczową rolę w nominacji Sonthi Boonyaratkalina na stanowisko dowódcy armii.
Surayud został również dyrektorem Fundacji na rzecz Ochrony Parku Narodowego Khao Yai.

## Premier
Po przeprowadzeniu we wrześniu 2006 przez generała Sonthi Boonyaratklina zamachu stanu przeciw władzy premiera Shinawatry, Surayud został 1 października 2006 wyznaczony na następcę obalonego premiera. Nominację zatwierdził król. Surayed zadeklarował, iż jako premier skupi się głównie na sprawach obywateli i będzie kierował rządem w oparciu o sprawiedliwość.
Pod adresem Surayuda wysuwane były zarzuty nadużyć i korupcji z czasów wojskowych oraz nielegalnej wycinki lasów. W grudniu 2007 w Tajlandii odbyły się wybory parlamentarne, które wygrała Partia Władzy Ludu (Palang Prachachon), utworzona przez zwolenników byłego premiera Shinawatry. 28 stycznia 2008 jej lider Samak Sundaravej został wybrany przez parlament nowym szefem rządu. 